# 安東·廷納霍爾姆
安東·廷納霍爾姆（瑞典語：Anton Tinnerholm；1993年6月16日—）是一位瑞典足球運動員。在場上的位置是後衛。他現在效力於美國職業足球大聯盟球隊紐約城足球俱樂部。他也代表瑞典國家足球隊參賽。